# Antonio Banderas
José Antonio Domínguez Bandera (Málaga, 10 de agosto de 1960), conocido como Antonio Banderas, es un actor, director de cine, cantante, productor, guionista y empresario teatral español.
Comenzó como actor en el teatro en España y, poco más tarde en el cine con una serie de películas de Pedro Almodóvar en la década de 1980. Después, pasó a participar en Hollywood.
En 2003, Banderas debutó en el teatro de Estados Unidos en Nine, por lo que fue nominado para un Premio Tony y ganó un Premio Drama Desk. Recibió nominaciones a los Premios Primetime Emmy por protagonizar la película para televisión And Starring Pancho Villa as Himself (2004) y por encarnar a Pablo Picasso en la segunda temporada de Genius (2018). Por Dolor y gloria (2019) ganó el Premio Goya y el Premio del Festival de Cine de Cannes al Mejor Actor, fue nominado al Óscar y por quinta vez a un Globo de Oro al Mejor Actor.
En el contexto internacional son destacadas sus participaciones, secundarios y principales, en películas como Philadelphia, Entrevista con el vampiro, Four Rooms, Desperado, La casa de los Espíritus, Evita, Asesinos, La máscara del Zorro, Frida, La leyenda del Zorro, Uncharted e Indiana Jones and the Dial of Destiny. Ha proporcionado la voz en inglés, español e italiano del Gato con Botas, personaje de la franquicia de Shrek.

## Biografía
Antonio Bandera es hijo de un comisario de aduanas, José Domínguez Prieto (1920-2008) y de una profesora de instituto, Ana Bandera Gallego (1933-2017). Nació en el Hospital de La Caleta en Málaga. Tiene un hermano menor, Francisco Javier. Pasó sus primeros años en un piso de Soubirón 22. Empezó en el colegio el Buen Pastor, institución educativa trasladada a la zona de El Torcal y pasó a llamarse colegio Divino Pastor. Luego, fue a estudiar a un seminario, que por falta de seminaristas, se convirtió en un colegio menor. Fue expulsado por suspender cuatro asignaturas y pasó al Sagrado Corazón de Jesús. Con 14 años entró en el colegio Europa. En estos años conoció a su primera novia formal, Liliana.
En su infancia, pasó algunos veranos con su hermano en casa de su tía materna Isabel en Carratraca. Su tío Pepe le enseñó a tocar la guitarra.
Con 17 años, por consejo de su madre y su prima Maia, decidió empezar magisterio, pero la abandonó porque no le gustaba.
Su primera profesora de arte dramático fue Guillermina Soto. En 1975 hizo su primer papel, el de san Pedro, en representaciones en playback del musical Jesucristo Superstar, a cargo de Miguel Gallego. La primera de estas tuvo lugar en el colegio Los Olivos de Málaga. También actuaron en otros colegios malagueños como el Palo, la Asunción y el Pilar. Memorizó todas las canciones del musical. Un día faltó el actor que hacía de Jesús y pudo sustituirle. Estuvo durante un año con ese musical. Después, los miembros del reparto se disgregaron pero los interesados en continuar otras representaciones, entre ellos Antonio, se juntaron bajo la dirección de Gallego para crear la compañía Dintel en 1977. Dintel realizaba obras de todo tipo: independientes, clásicas, pasacalles, algún sketch para el Día de Andalucía o para el Día Mundial del Teatro, y participaron en una campaña publicitaria de zapatillas del padre de uno de los miembros, Julián Sanz. 
Por estos años frecuentó el pub Zambra, que pertenecía a Gallego y que se encontraba en la zona de El Pedregalejo. En este local actuaban cantantes como Joaquín Sabina y Javier Krahe.
Para representar las obras que escribía y dirigía Miguel Gallego, la compañía Dintel rehabilitó un teatro abandonado llamado Corral de Comedias. La dueña de este teatro, Ángeles Rubio-Argüelles y Alessandri, creía en ellos y se lo arrendó por el precio simbólico de una peseta. Ángeles fue esposa del diplomático, escritor y director de cine Edgar Neville. Esta mujer fue una gran mecenas del ambiente cultural malagueño y, entre su legado, estuvo la compañía ARA, en la que actuaron Fiorella Faltoyano y Raúl Sénder.
Entre 1977 y 1980 Antonio asistió también a la Escuela de Arte Dramático en el barrio malagueño de El Ejido. Su expediente académico está plagado de notables y sobresalientes.
Asistió cuatro veranos al Festival de Teatro Greco-Latino de Málaga, que tenía lugar en el teatro ARA y que era patrocinado por Ángeles Rubio-Argüelles.
En 1980 marchó a Madrid. Su madre, Ana Bandera, le preguntó a Ángeles Rubio si era buena idea y esta le contestó que Antonio había nacido para ser actor, lo cual le tranquilizó.
Llegó a Madrid con 15 000 pesetas y una maleta. Durante seis meses compartió piso con un uruguayo y una enfermera vasca en el barrio de Prosperidad.
Realizó una gira por España con la obra de teatro La historia de los tarantos. Al regresar a Madrid, en 1981, se encontró sin trabajo y vivió con escasos recursos en pensiones como la Juanita, la Zaragoza y la Montalbo. Entabló cierta amistad con Joaquín Sabina, que le presentó a cantautores, y acudió a conciertos en el conocido bar La Mandrágora.
Por aquel entonces, el Centro Dramático Nacional tenía dos sedes: el teatro María Guerrero y el teatro de Bellas Artes. Un día Antonio le preguntó a Nurita Moreno, que trabajaba en la administración de este centro, qué podía hacer para trabajar en él. Esta le respondió que se estaba preparando la obra La hija del aire. El director de la obra, Lluís Pasqual, le escogió como actor tras unas pruebas en el Teatro María Guerrero.
En el otoño de 1981 se instaló en un inmueble de la plaza Olavide, en el distrito de Chamartín. Después de terminar las representaciones acudía habitualmente al café Gijón con Socorro Anadón y Javier Ulacia. Un día, encontrándose con sus amigos en este lugar, se acercó a su mesa Pedro Almodóvar y, tras unas presentaciones, le dijo: "Tienes una cara muy romántica. Tu cara sería fantástica para el cine. ¿Has hecho películas?." Luego se marchó. Antonio no le reconoció y sus amigos tuvieron que explicarle que era un director de cine. Pedro Almodóvar acudió, junto con Imanol Arias y Cecilia Roth, a verle actuar y, al terminar, fue al camerino a preguntarle a Antonio si quería hacer cine y este aceptó. Almodóvar terminaría haciendo ocho películas con Antonio. Fue este director el que le recomendó que su nombre artístico fuese Antonio Banderas.
Su debut en el cine, bajo la dirección de Almodóvar, fue una película de bajo presupuesto, Laberinto de pasiones (1982), por la que cobró muy poco. Se vio obligado a abandonar su vivienda en la plaza Olavide y a dormir en casa del actor Luis Hostalot. A veces transportaba un colchón enrollado con el que dormía en casas de amigos, como la de Imanol y su entonces pareja, Socorro Anadón.
Su novia durante sus comienzos en Madrid se llamaba Celia Trujillo.
Se afilió a la Asociación de Actores y, gracias a ella, consiguió un empleo de acomodador en el teatro Lavapies por el que cobraba 500 pesetas al día.
Antonio también frecuentaba en esta etapa de su vida la cafetería del teatro María Guerrero y los bares la Bohemia, el Rock Ola, La Riviera, el Cuatro Rosas, el Voltereta, el Nairobi Club y el Sol. Estos eran los tiempos de la movida madrileña. 
En esta época, a través del entorno de Almodóvar, conoció a la diseñadora de moda Ágatha Ruiz de la Prada.
Sus padres, disconformes con que viviese de piso en piso compartido, decidieron, en la Navidad de 1982, alquilarle una buhardilla en el número 19 de la Calle Mayor, en el Madrid de los Austrias.
En 1986 viajó a los Estados Unidos por primera vez para promocionar sus películas Réquiem por un Campesino Español y La Corte de Faraón en el segundo del Festival de Cine Español organizada por el Instituto del Cine del Ministerio de Cultura de España en Nueva York y Houston.
En 1987 se casó con Ana Leza, con Carmen Maura y Pedro Almodóvar como testigos y con un banquete en el Hotel Ritz.
El éxito internacional de la película Mujeres al borde de un ataque de nervios] (1987), dirigida por Pedro Almodóvar, fue su trampolín al estrellato mundial. Como la película fue nominada a un Óscar, Antonio viajó a Los Ángeles y su nombre fue de boca en boca. Se fijaron en él dos directores: la venezolana Betty Kaplan y el mexicano Ramón Menéndez. Menéndez se reunió con Banderas en un par de ocasiones para hablar de proyectos. En una cena en Madrid, Peter Rolling, esposo de Kaplan y agente de la ICM Partners, informó a Banderas de que su mujer estaba interesada en trabajar con él en una película llamada De amor y sombras, que terminaría rodándose en 1993. Más tarde, Antonio conoció a Kaplan en el Festival de Venecia en 1988.
Estando en Estados Unidos, un joven cubano-estadounidense llamado Enmanuel Núñez, apodado Mani, que era chico de los recados de la ICM Partners, le preguntó si quería que él le representase en el país. Banderas aceptó.
En 1989 sufrió una lesión que le obligó a llevar collarín durante meses. En este periodo aprendió a tocar el piano de forma autodidacta.
A comienzos de 1990 vendió su moto Honda 900 y, con ese dinero, se instaló en un apartamento de Wilshire Boulevard en Los Ángeles. Para poder sostenerse, posó para un anuncio de pantalones tejanos de la cadena de tiendas Kikit. El anuncio apareció en ocho revistas y en los autobuses de Nueva York. Cuatro meses después regresó temporalmente a Madrid para rodar la serie de televisión La otra historia de Rosendo Juárez, basada en una obra Jorge Luis Borges, con guion de Fernando Fernán Gómez.
Luego fue a Trujillo, Venezuela, donde rodó Terra Nova, de Calogero Salvo. Un cocinero del equipo de rodaje era santero y entabló cierta amistad con Banderas. Este le hizo una "limpieza de malos espíritus" y le regaló dos collares yorubas.
A través de Mani consiguió una entrevista con el director Arne Glimcher en un restaurante de Londres. Este había visto a Banderas en ¡Átame! y pensó en él para su película Los reyes del mambo. Antonio no entendió nada de lo que le dijo Arne y este se dio cuenta. Pero dos semanas después Arne llamó Antonio para preguntarle si sería capaz de aprenderse el papel de oído con la ayuda de un profesor de dicción y este contestó "puedo intentarlo". Acudió a Nueva York para decir sus líneas en una serie de audiciones y, finalmente, Glimcher le informó de que el papel era suyo.
En Nueva York, de seis a nueve iba al gimnasio, luego iba ocho horas a clases de inglés en la escuela Berlitz, a las siete de la tarde tenía clases de trompeta con el asesoramiento de Pete MacNamara y, después de cenar, acudía al club Blue Note, donde escuchaba a los hispanos Celia Cruz, Tito Puente y Oscar d'León, a los músicos de Blades y a figuras del jazz. También recibió clases de mambo del bailarín Cuban Pete y asistió al Copacabana los viernes y sábados durante un mes.
Durante el rodaje de Los reyes del mambo apareció Michael Ovitz, de la Creative Artists Agency (CAA), que era amigo de Glimcher. Ovitz dijo de Banderas: "Se mueve como las estrellas. Quiero trabajar con él". Este introdujo a Banderas y a su mánager en un club muy selecto con unos cien artistas.
En mayo de 1991 Madonna estrenó el documental En la cama con Madonna (Truth or Dare). En él ofrecía imágenes de la gira mundial que había realizado en 1990 y también mostraba una cena en Madrid con Pedro Almodóvar. En el documental la cantante confiesa que quería seducir a Banderas y que lo hubiera conseguido de no ser porque este prefirió serle fiel a su esposa. En efecto, Madonna y Banderas estuvieron de fiesta durante cuatro horas, que fueron grabadas para el documental. Cuando Banderas estaba terminando de rodar Los reyes del mambo la cantante le mandó a su hotel una copia del documental con la nota "Si quieres que te saque de ella me lo dices". Antonio vio el documental con su esposa Ana y luego respondió a Madonna que la cinta le parecía divertida. Entonces Madonna le respondió: "Creo que esto te convierte en un rey". Esta historia con Madonna le puso en boca de todos.
En 1992 presentó, junto con Sharon Stone, la entrega de uno de los premios Óscar. Fue introducido en la ceremonia por Billy Crystal, que dijo de él: "He aquí al hombre vivo más sexy del mundo, el rey del mambo, Antonio Banderas".
Luego se dirigió a Europa a rodar una serie de tres capítulos titulada El joven Mussolini. El rodaje le obligó a residir en Praga entre el 1 de mayo y el 15 de agosto de 1992.
Después, Francis Ford Coppola le invitó a su residencia de Los Ángeles, donde estuvieron hablando de diversos temas. Dos semanas después Coppola le llamó para realizar una lectura, junto con cuarenta actores, en una iglesia de Hollywood. Cuando solamente quedaban Gabriel Byrne, Gary Oldman, Kyle MacLachlan y Antonio Banderas, los invitó a todos ellos y a la mujer de Banderas a su racho de San Francisco. Estuvieron allí tres días, con Wynona Ryder, vestidos de Drácula, ya que por entonces Coppola estaba preparando una película sobre eso.
Posteriormente, el director Jonathan Demme le llamó para que acudiese a Nueva York a realizar una prueba de vídeo con Tom Hanks para la película Philadelphia, consiguiendo rápidamente un papel secundario en la misma. En la película había una escena de amor entre Hanks y Banderas, que al primero le parecía complicada. Entonces Banderas le dijo "Tú y yo sabemos lo que somos, de modo que vamos a poner todo lo demás a un lado y hacer bien nuestro trabajo". Hanks consideró una buena cosa que le dijera aquello. Tom Hanks obtuvo el Óscar a mejor actor por este papel el 27 de marzo de 1994 y, en su discurso de agradecimiento, se acordó del actor español. Entre ambos se fraguó una buena amistad.
En el rodaje de Entrevista con el vampiro (1994) mantuvo una buena relación con Brad Pitt y Tom Cruise. Pitt y Banderas hacían carreras de karts en Londres y salían juntos a divertirse por la noche. Tom y Antonio se relacionaron más entre sí en los años 2000, cuando el primero mantuvo una relación sentimental con Penélope Cruz, buena amiga de Antonio.
Banderas, que ya había cantado el bolero Bella María de mi alma en Los reyes del mambo (1992) y la Canción del mariachi en Desperado (1995), participó en un dueto con Tina Turner titulado In Your Wildest Dreams en 1996.
Banderas había visto a Melanie Griffith por primera vez en gala de los Óscar de 1989 celebrada en Los Ángeles. Antonio asistía para apoyar a Pedro Almodóvar, que estaba nominado por Mujeres al borde de un ataque de nervios y Melanie porque estaba nominada por Armas de mujer. Ese mismo año, Banderas mostró su admiración por la actriz en unas declaraciones. Melanie, por su parte, vio a Antonio por primera vez en una revista en 1994, que mostraba la visita de Banderas a Somalia invitado por Unicef. Ambos coincidieron en el rodaje de una comedia romántica llamada Two Much en 1995. El día del estreno de la película, el 1 de diciembre de 1995, Antonio y Melanie cenaron en el Palacio de la Moncloa con el presidente español Felipe González.
Antonio se divorció de Ana Leza y se casó en Londres con Melanie en 1996. Esta relación atrajo el interés de la prensa del corazón. Banderas declaró que sus problemas con Ana eran anteriores a conocer a Melanie y que ella no fue el detonante de la ruptura.
En 1997 firmó un acuerdo con la empresa Puig para producir perfumes. El primero de estos se comercializó en 1998.
En Estados Unidos quedó consolidado como actor con La máscara del Zorro (1998). Por estos tiempos, Banderas conoció al escritor Gabriel García Márquez. Le invitó a que viese el rodaje de esta película y Gabriel quedó impresionado, llegando a decir: "Antonio, si alguna vez me pierdo que me busquen entre la gente de la farándula". También conoció al presidente estadounidense Bill Clinton en México.
Antonio Banderas y Catherine Zeta-Jones presentaron La máscara del Zorro en el Festival de Deauville, a donde también había acudido Michael Douglas para presentar Crimen perfecto. Douglas le preguntó a Banderas quién era la mujer que le acompañaba, él le respondió que era Catherine Zeta-Jones y Douglas le pidió que se la presentara. Catherine y Michael se enamoraron y se casaron en el 2000.
En 1999 estrenó la primera película que dirigió, Locos en Alabama, que le encantó a Bill Clinton. Este invitó a Banderas y a Melanie a cenar en la Casa Blanca.
En 1999 Antonio Banderas le compró el barco Bribón I al rey Juan Carlos I. En agosto del 2000, asistieron a una regata en Mallorca. En este contexto, Antonio y Melanie compartieron mesa en Palma de Mallorca con Juan Carlos y Sofía.
En el verano del año 2000 Banderas se encontró varias veces con Felipe González.
El 8 de agosto de 2001 el Ayuntamiento de Málaga le nombró hijo predilecto de la ciudad. En octubre de 2005 la Diputación Provincial de Málaga le nombró hijo predilecto de esta provincia.
El 19 de octubre de 2005 se colocó una estrella con su nombre en el paseo de la fama de Hollywood. Se trata de la estrella número 2.294. Banderas estuvo en la inauguración de la estrella con su esposa Melanie, su hija Stella y Dakota Johnson y declaró: "No creo que cambie nada en mi carrera. Pero imagínate la ilusión que les hace a mis padres".
En 2008 fue galardonado con la Medalla de Oro al Mérito en las Bellas Artes, que recogió el 15 de octubre en La Coruña en una ceremonia presidida por los Reyes de España.
En 2009 adquirió el 50% de las acciones de una bodega española llamada Anta, que pasó a denominarse Anta Banderas. En 2019 esta bodega fue rebautizada como Bela.
En 2010 fue nombrado doctor honoris causa por la Universidad de Málaga.
Desde su infancia, Antonio fue un apasionado de la Semana Santa de Málaga. Es miembro de la Archicofradía del Paso y la Esperanza y de las Cofradías Fusionadas, donde participa como mayordomo del trono de la Virgen de Lágrimas y Favores la mañana del Domingo de Ramos. Compuso la letra de la marcha Lágrimas de San Juan, de Abel Moreno, marcha que se ha convertido en un Himno a la Virgen de Lágrimas y Favores, además en el año 2011 compuso junto al compositor Juan Manuel Parras la marcha Cuatro Estampas para una Virgen, dedicada a dicha Virgen. También llevaba sobre sus hombros a la Virgen de la Esperanza cada madrugada del Jueves Santo, integrado en el grupo de hombres de trono conocido como el "submarino de la Esperanza". Fue nombrado por la Agrupación de Cofradías pregonero de la Semana Santa de Málaga en el año 2011. Es presidente del Patronato de la Fundación Lágrimas y Favores de su ciudad natal.
La Junta de Andalucía le nombró hijo predilecto de esta comunidad autónoma en 2013. Ese mismo año el actor recibió un chapiri luego de ser nombrado "legionario de honor" de la Congregación de Mena, en reconocimiento a sus méritos como "persona de bien", "trabajadora" y como "malagueño universal" que representa el amor y respeto de los ciudadanos de Málaga por La Legión.
Fue galardonado con el Goya de Honor de la Academia de Cine de España en 2015.
En 2015 se divorció de Melanie Griffith. En el acuerdo de divorcio ella obtuvo una pensión compensatoria de 60.000 euros al mes, una casa en Aspen y un cuadro de Picasso, y él se quedó con una casa en Marbella y otras obras pictóricas.
Tras su divorcio, empezó un noviazgo con Nicole Kimpel. Él ya había conocido a esta mujer neerlandesa en una fiesta del Festival de Cannes de 2014.
En el verano de 2015 se matriculó en la escuela de moda Central Saint Martins de Londres con el propósito de crear posteriormente su propia línea de moda masculina.

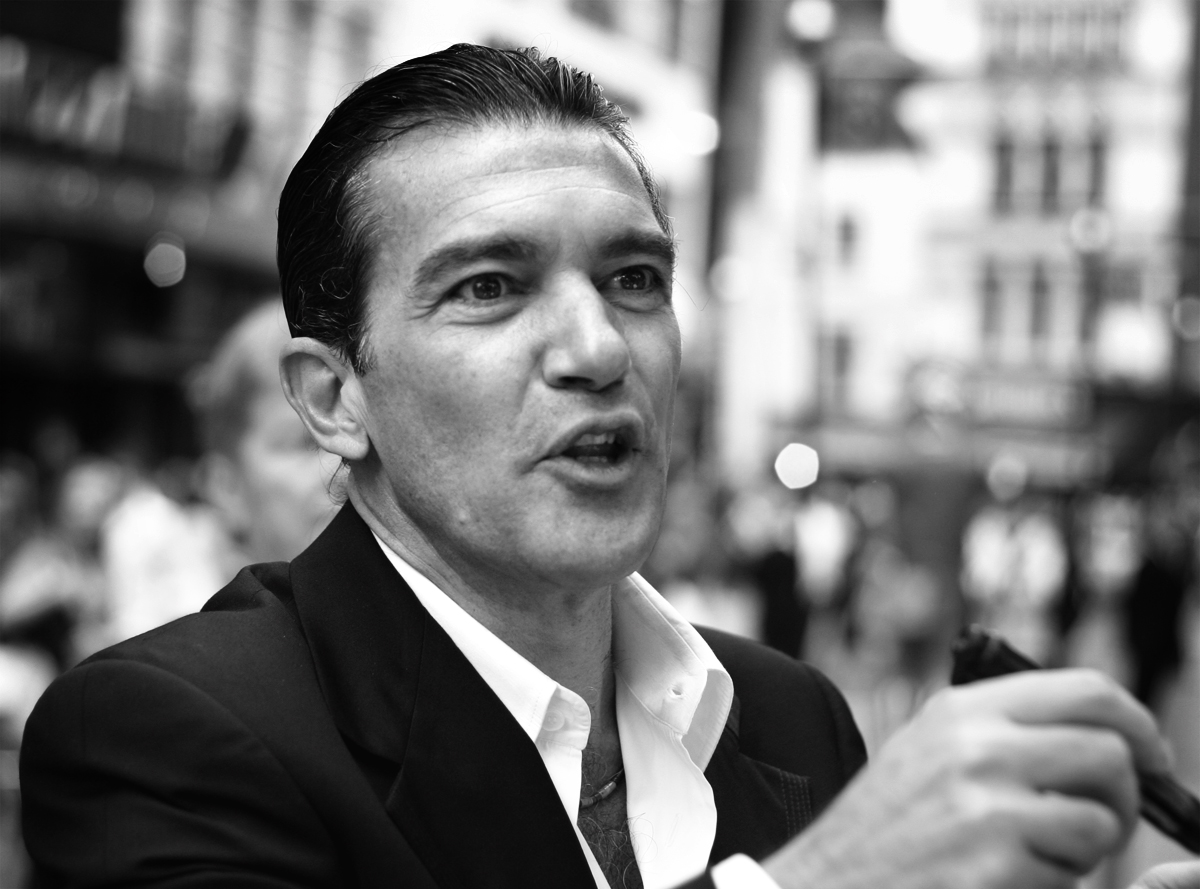
Banderas en 2007.

El 26 de enero de 2017 fue hospitalizado de urgencia tras sufrir fuertes dolores en el corazón mientras hacía ejercicio en su casa de Surrey junto a su novia Nicole Kimpel. Fue trasladado de inmediato al hospital de St. Peter de Chertsey, Inglaterra, donde estuvo en observación, hasta que los médicos decidieron que podía volver a casa, ya que se encontraba estable y fuera de peligro. Le fueron colocados tres stents y se le practicó una terapia de termoablación.
En 2017 fue distinguido con el Premio Nacional de Cinematografía dotado con 30 000 euros por ser un cineasta con una trayectoria "extraordinaria a nivel nacional e internacional", "abrir el camino a muchos actores españoles" y tener un "compromiso tenaz como actor, director y productor".
En 2019 era actor más taquillero de la historia de España y el 169 a nivel mundial. Desde 2019, los Premios de Artes Escénicas concedidos por la Escuela Superior de Artes Escénicas de Málaga (ESAEM) de Málaga, reciben el nombre "Premios de las Artes Escénicas de ESAEM Antonio Banderas".

En septiembre de 2020 la Sociedad General de Autores y Editores (SGAE) entregó a este actor su Medalla de Honor.
En 2020 fue nominado al Óscar a Mejor Actor por su papel en Dolor y Gloria, de Pedro Almodóvar. Las revistas estadounidenses Deadline y Vanity Fair le calificaron como uno de los dos únicos actores "de color" nominados ese año a este galardón, junto a la afroamericana Cynthia Erivo. La intención de ambos medios fue resaltar la falta de diversidad. El calificar a Banderas como "de color" generó polémica y ambos medios terminaron borrando sus mensajes sobre esto en Twitter o corrigiendo sus textos a este respecto.
En 2020 asumió la dirección artística del Teatro del Soho de Málaga. En este teatro, se encargó de dirigir y de actuar en los musicales A Chorus Line y Company, que posteriormente fueron representados en Madrid y Barcelona. En mayo de 2022 conoció a los actores argentinos Ricardo Darín y Andrea Pietra, que iban a ese teatro a representar su obra Escenas de la vida conyugal, basada en la película sueca Scener ur ett äktenskap de 1974.

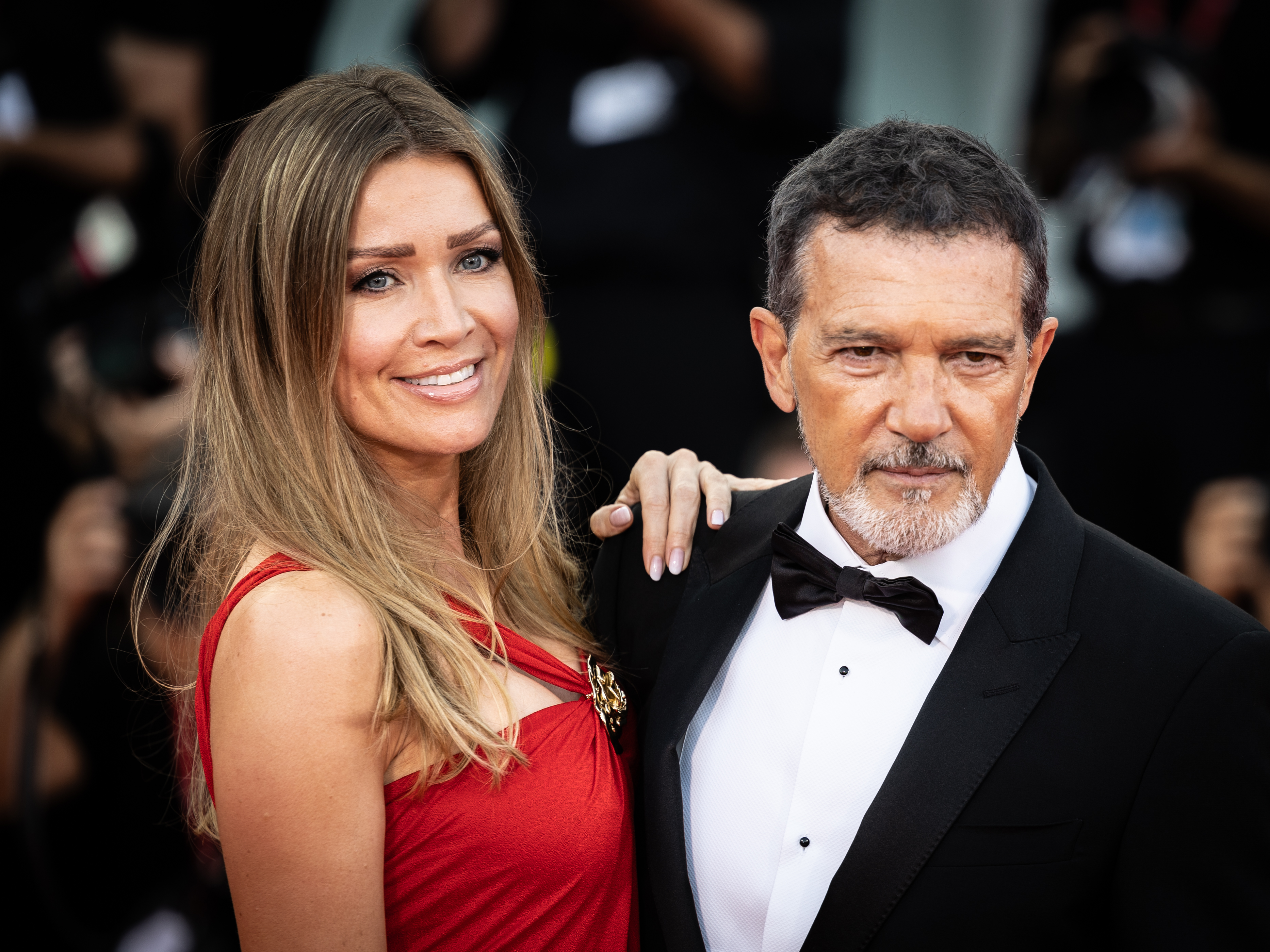
El actor con su esposa Nicole Kimpel en la 81º edición del Festival Internacional de Cine de Venecia de 2024.

En agosto de 2022, en una entrevista del periódico El Mundo, le preguntaron si era monárquico. Él contestó que era demócrata y argumentó que la monarquía había sido votada a favor, en referencia al referéndum de la Constitución Española de 1978.
A finales de 2022 participó en el disco solidario de la Marató de TV3 cantando una versión de Total eclipse of the heart junto a otros artistas.
En 2024 fue nombrado Académico de Honor por la Academia de las Artes Escénicas de España, distinción que recibió el 12 de enero de 2025, en Valladolid. 

## Teatro
Entre 1975 y 1976 participó en representaciones del musical Jesucristo Superstar en su ciudad natal. En 1977 fue miembro fundador de la compañía Dintel, con la cual actuó por primera vez ese mismo año en la obra de teatro El hijo pródigo. A esta obra siguieron otras, como De cómo un hombre se encontró solo en tres segundos o tres segundos de cómo se encontró un hombre, Angélica en el umbral del cielo, El convidado y Una historia más, todas ellas escritas por Miguel Gallego.
En 1978, en el Festival Greco-Latino de Málaga que se celebraba en el teatro ARA, participó en las obras Las fenicias, de Eurípides, y Rómulo el Grande de Dürrenmatt. En 1979 participó en Alcestes de Eurípides, y Roma se divierte, de Cadenas-Gilbert. En 1980 actuó en la obra La numantina de Cervantes, Las píldoras de Hércules, de R. Blasco, y Prometeo encadenado, de Esquilo.
En Madrid, Luis Balaguer, al que conocía del Festival Greco-Latino de Málaga, le ofreció participar como suplente en una obra que él dirigía llamada La historia de los tarantos que fue representándose por las provincias españolas. El actor Primitivo Rojas se ausentó para trabajar en el Centro Dramático Nacional y Balaguer le ofreció a Antonio su personaje.
En 1981 el director Lluís Pasqual le escogió para interpretar al personaje Irán en la obra La hija del aire,  del Centro Dramático Nacional. Se trata de una obra escrita por Pedro Calderón de la Barca. La primera representación de Antonio de esta obra tuvo lugar en el Teatro Lope de Vega de Sevilla durante la Semana Santa de 1981. Luego la interpretó en Zaragoza, Valladolid, Oviedo, Almagro y Madrid. En la capital española, la obra se mantuvo en cartel desde octubre de 1981 y a enero de 1982.
En 1982 participó en la obra La ciudad y los perros, una adaptación de la novela de Mario Vargas Llosa que se estrenó en la Sala Olimpia bajo la dirección de Edgar Saba.
Posteriormente interpretó a Gaveston en la obra Vida del Rey Eduardo II de Inglaterra. Se trataba de una obra de Christopher Marlowe adaptada por Bertolt Brecht. Estaba dirigida por Lluís Pasqual, del Centro Dramático Nacional. Se estrenó en el Teatro María Guerrero el 29 de noviembre de 1893. Fue el primer gran éxito teatral de Antonio, que cosechó muchas alabanzas.
El 22 de octubre de 1986, en el teatro María Guerrero, participó en Diálogo del amargo, un poema dramatizado de cuatro minutos y medio, que formaba parte de 5 Lorcas 5. Esta obra estaba dirigida también por Lluís Pasqual.
En el espectáculo Andrew Lloyd Webber: The Royal Albert Hall Celebration, estrenado en 1998 para conmemorar los 50 años del compositor Andrew Lloyd Webber, Banderas interpretó una pieza de El fantasma de la ópera junto a la soprano Sarah Brightman.
En 2003 interpretó al personaje Guido Contini en la comedia musical Nine en el teatro Eugene O'Neill de Broadway. Este musical, de Maurey Yeston, había sido estrenado por Raúl Juliá en los años 80 y que se basa en la película Ocho y medio de Federico Fellini. En 2009, esta obra teatral sería llevada al cine por Rob Marshall, con Daniel Day-Lewis como protagonista. Por su papel en la versión teatral, Banderas ganó los premios Outer Critics Circle y Drama Desk, y fue nominado para el Premio Tony al mejor actor en un musical.
En abril de 2018 hizo de narrador de diversos pasajes de los evangelios en la ópera Passio Christi, del compositor Marco Frisina, que se estrenó en el Teatro Cervantes de Málaga.
Dirigió el musical A Chorus Line, que se presentó en el Teatro del Soho de Málaga en 2019 y en 2020 en Bilbao y en Barcelona. Entonces las representaciones se vieron interrumpidas por la pandemia del COVID-19. El musical regresó a los escenarios en Madrid en octubre de 2021, desde entonces bajo la dirección de Manuel Bandera, y se mantuvo en cartel seis meses. En 2022 regresó a Barcelona, donde se representó en el Teatro Tívoli hasta el 29 de mayo de ese año. El encargado de encarnar al protagonista de este musical en Málaga fue el propio Antonio Banderas.
Posteriormente se encargó de dirigir el musical Company, que presentó en 2021 en el Teatro del Soho de Málaga y en 2022 en el Teatro Apolo de Barcelona y en el Teatro Albéniz de Madrid. En Málaga y Madrid actuó como protagonista, pero en Barcelona cedió ese papel a Roger Berruezo.

## Carrera cinematográfica

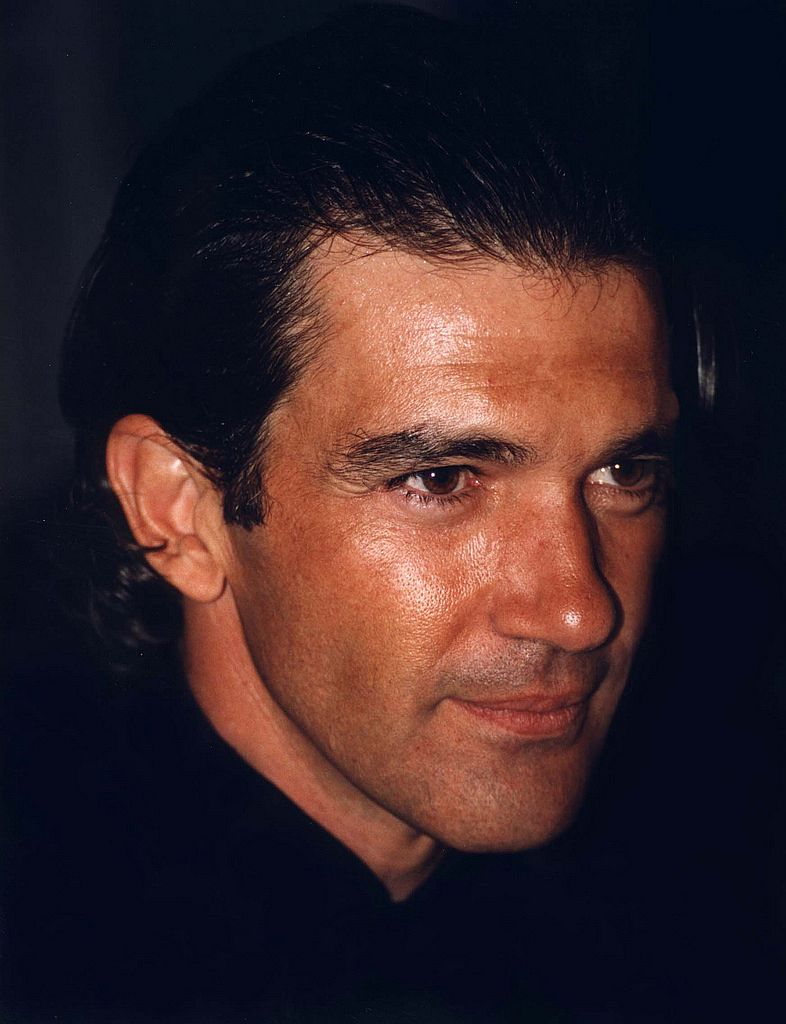
Banderas en 1997.

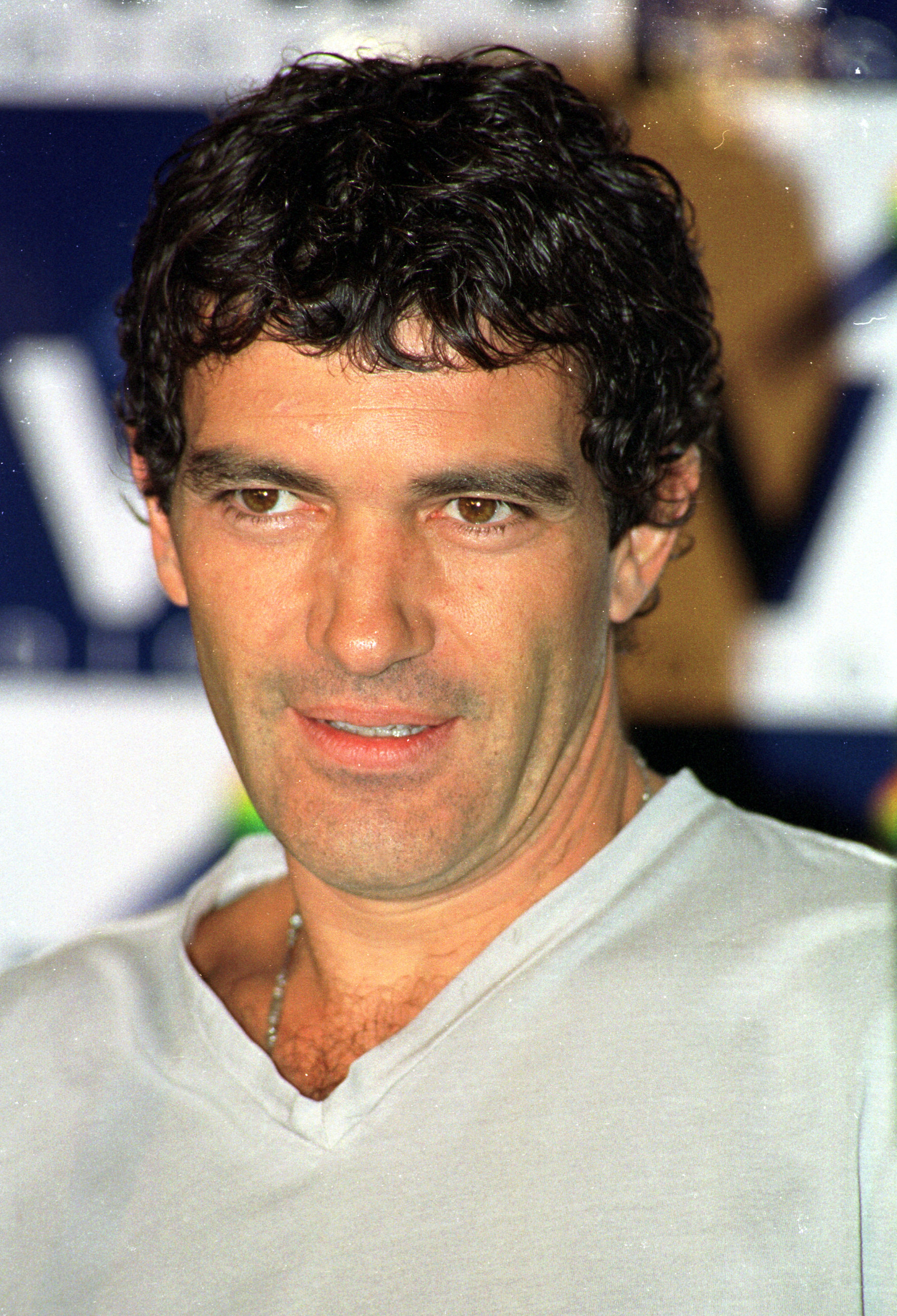
Banderas en 2000.

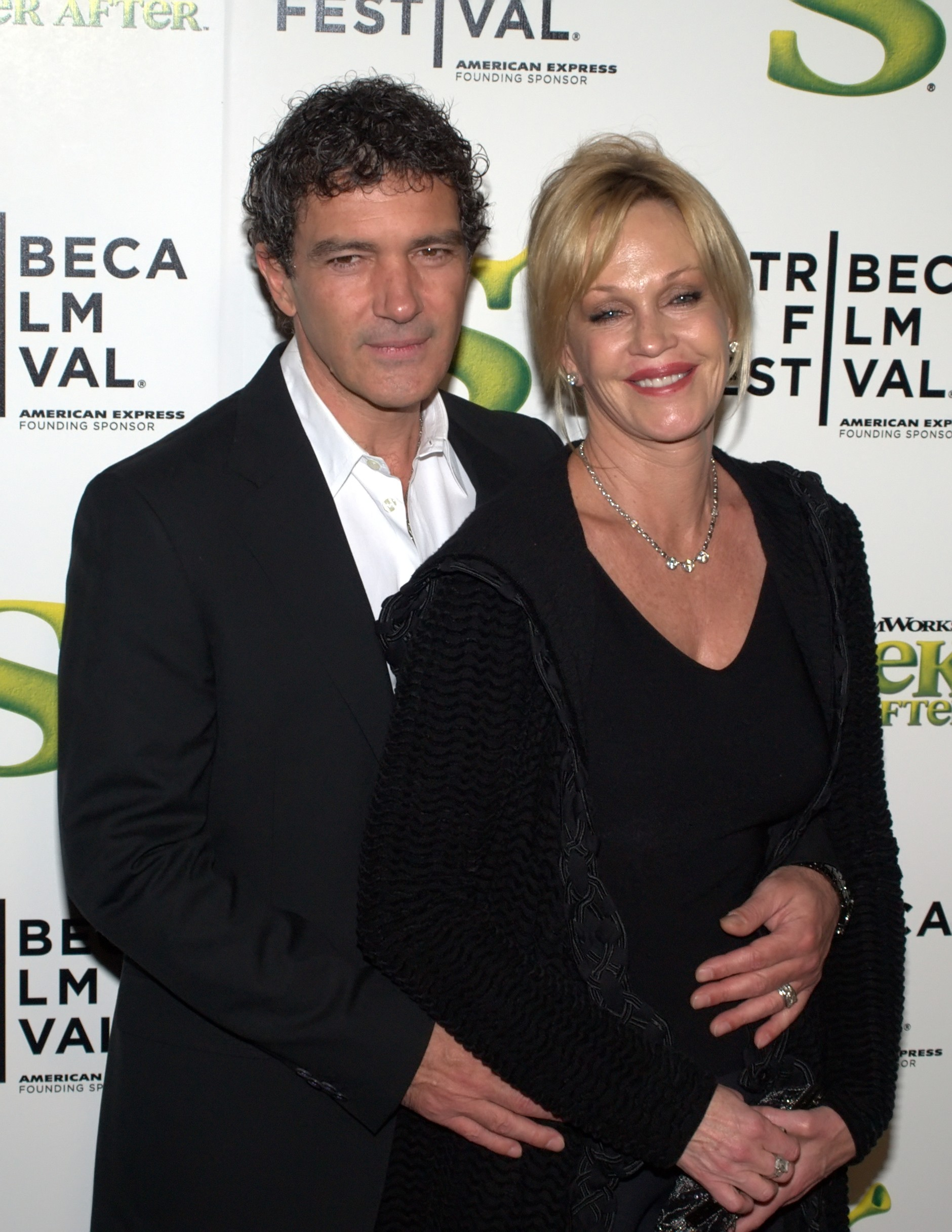
Banderas y Melanie Griffith, su esposa entre 1996 y 2015 y madre de su única hija, Stella del Carmen.

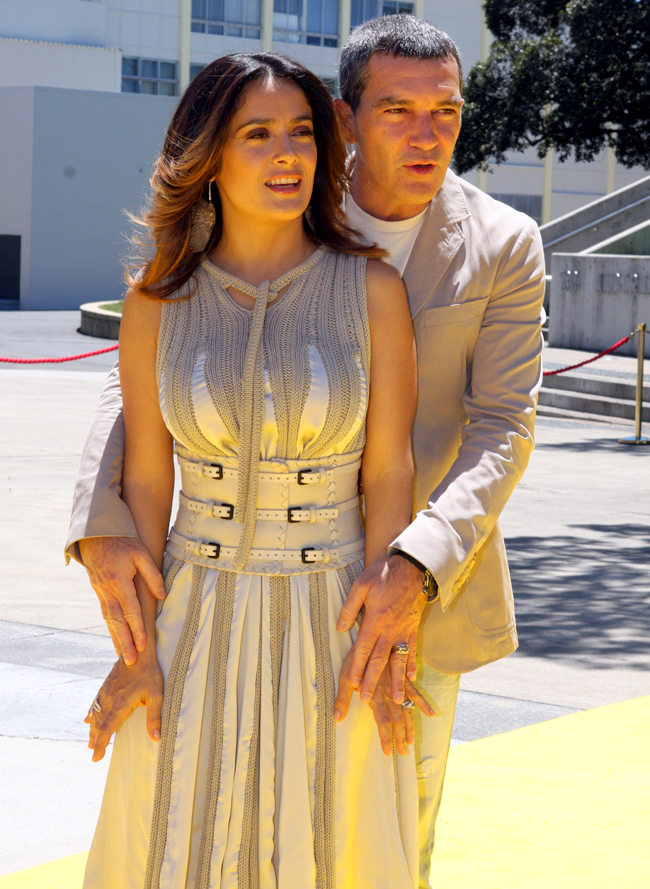
Antonio Banderas y Salma Hayek, 26 de noviembre de 2011

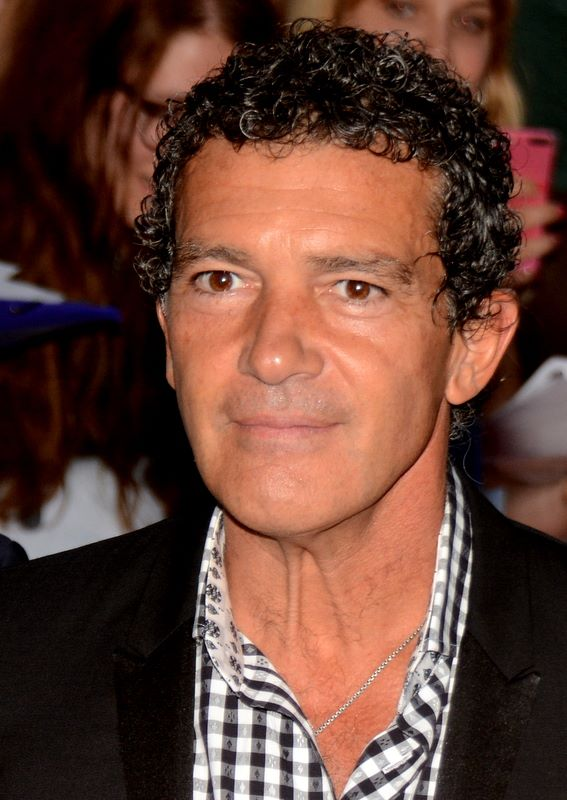
Antonio Banderas en 2014

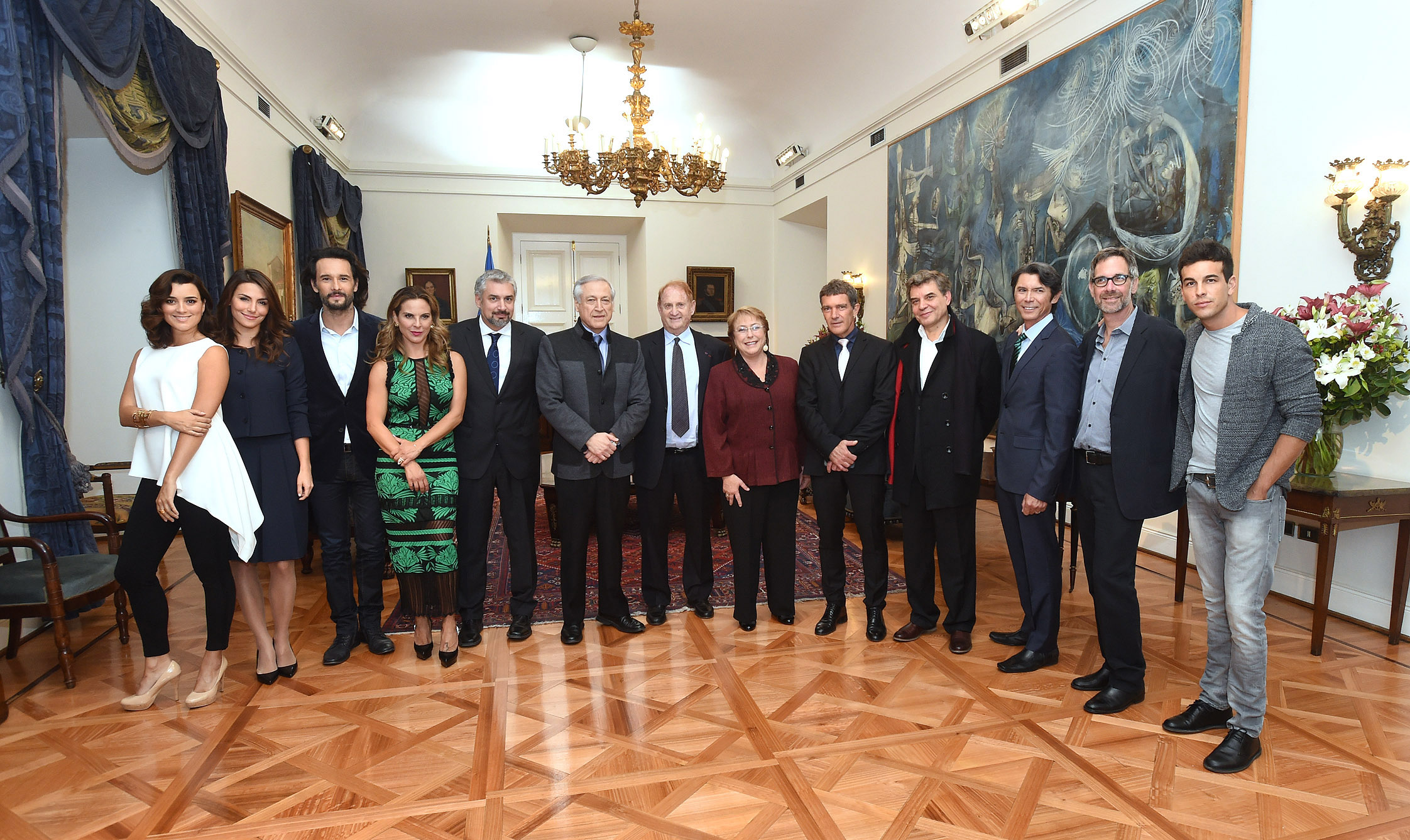
Antonio Banderas con el elenco de Los 33, el 1 de agosto de 2015.

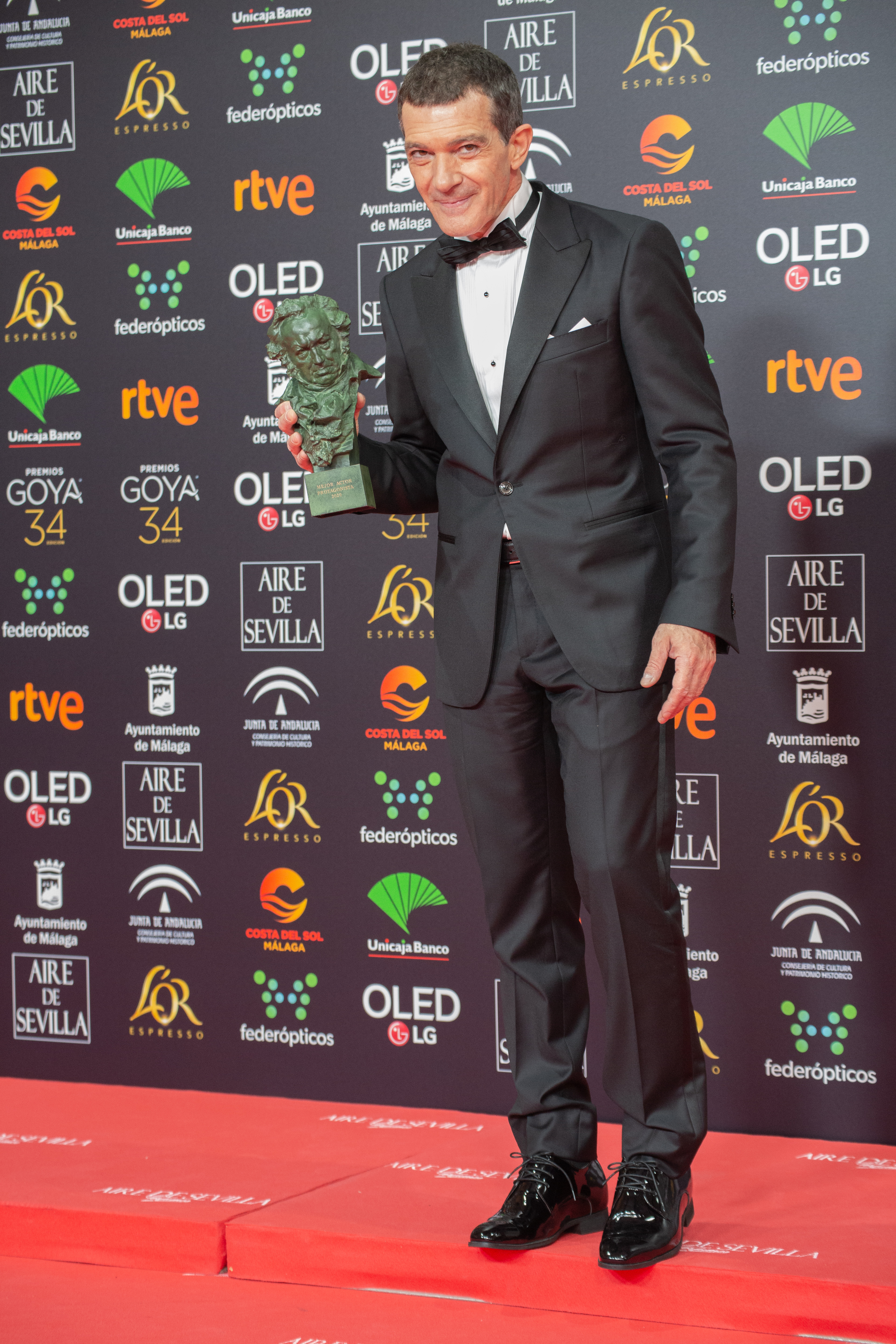
Antonio Banderas en 2020

### Inicios: años 80
En 1982 actuó, junto con Imanol Arias, en la película Laberinto de pasiones, del director Pedro Almodóvar. Esta cinta incluía una relación sentimental homosexual. Presentaron la película en el Festival de San Sebastián de ese año y Antonio declaró:

el pase con público fue muy raro, gente que salía, otra que gritaba, otra que reía... Se montó tal mogollón en la sala que pensé que probablemente no iba a ser la mejor película de la historia, pero que lo que había pasado aquella noche allí rompía con algo, con una etapa del cine español, que después se ha visto iba a desencadenar un torbellino de emociones. Entonces me sentí inmerso no solo en la película sino también en un movimiento cultural que me permitió, posteriormente, conocer a mucha gente

Para poderse sostener económicamente realizó: Y del seguro... ¡líbranos, Señor!, de Antonio del Real; El señor Galíndez, de Rodolfo Khun; y Pestañas postizas, de Enrique Belloch. Esta última es, según Antonio, una película muy mala a la que llamaba "Pestiños postizos".
En 1983 actuó en El caso Almería, de Pedro Costa. Es una película basada en un hecho real, que cuenta la historia de tres jóvenes presuntamente asesinados por la policía al ser confundidos con miembros de un comando etarra.
Trabajó en la película Los zancos, de Carlos Saura, estrenada en 1984. Estaba protagonizada por Fernando Fernán Gómez.
En 1985 trabajó en Réquiem por un campesino español, de Francesc Betriu. Ese mismo año actuó en una comedia llamada La corte de Faraón, de José Luis García Sánchez, que fue su primer éxito cinematográfico y en la cual interpreta a un fraile que, a su vez, hace del patriarca José en una zarzuela en la España del franquismo. También en 1985 tuvo un pequeño papel de presidiario en la película Caso cerrado (1985), la última película de Pepa Flores (Marisol). Por estas tres películas obtuvo en 1986 el premio Fotogramas de Plata al Mejor Actor.
En 1986 volvió a trabajar bajo la dirección de Pedro Almodóvar en la película Matador. Esta película, en su momento, tuvo malas críticas, entre las que estaba la de Carlos Boyero. No obstante, a Antonio le valió una nominación al Goya al mejor actor de reparto.
En 1987 Amodóvar contó de nuevo con Banderas para su película La ley del deseo. Esta película se convirtió en un icono cultural homosexual al retratar de forma realista la relación de dos hombres en la cama. Fue un éxito, sobre todo en Estados Unidos, donde la Asociación de Críticos de Los Ángeles premió a Almodóvar.
Antonio Banderas actuó posteriormente en Mujeres al borde de un ataque de nervios (1988), también de Pedro Almodóvar. Esta película fue otro éxito y fue la primera película española que Orion Pictures distribuyó a nivel mundial, gastando un millón de dólares en publicitarla. La protagonista de la película es Carmen Maura, aunque también aparecen otras actrices reconocidas como Rossy de Palma y Loles León. Almodóvar y su elenco de actores recorrieron con esta película los principales festivales, como los de Cannes, Venecia, Berlín, Nueva York o Los Ángeles. Fue candidata al Óscar a mejor película extranjera.
En 1989 Almodóvar volvió a contar con Banderas para su película ¡Átame!. En esta película aparecen también Loles León y Victoria Abril. Por su papel, Antonio fue nominado al Goya al mejor actor protagonista.
Posteriormente Almodóvar y Banderas han colaborado en La piel que habito (2011), Los amantes pasajeros (2013), y Dolor y gloria (2019).
Entre 1986 y 1989 realizó diez películas, entre las que destacan también Baton Rouge, de Rafa Monleón, y Bajarse al moro, de Fernando Colomo, y La blanca paloma, de Juan Miñón. Esta última cinta, en la que también actúa Paco Rabal, le valió a Banderas el premio de Interpretación del Festival de Valladolid de 1990.

### Comienzos como actor internacional: años 90
Actuó en la película Terra Nova, dirigida por Calogero Salvo y rodada en Venezuela. Esta cinta fue un fracaso. Antonio declaró:

Por suerte no se ha estrenado en España y espero que no suceda nunca. Se rodó con muchas dificultades.

Antonio Banderas debutó en el cine estadounidense en 1992 junto a Armand Assante en Los reyes del mambo. Esta película estaba basada en un libro de Oscar Hijuelos y por él había conseguido el Pulitzer. Antonio todavía no hablaba inglés y tuvo que aprenderse el papel de oído con la ayuda de un profesor de dicción.
Tuvo un papel secundario en la película Philadelphia (1993), del director Jonathan Demme. Banderas interpretaba al novio hispano del personaje de Tom Hanks, un abogado discriminado por ser homosexual y enfermo de sida. En la cinta aparecía también Denzel Washington. Esta película ganó dos premios Oscar. El guionista, Ron Nyswaner, llegó a decir que la película hubiera mejorado si Antonio Banderas hubiera salido más en ella y añadió que:

Creo que cualquier película mejoraría si Antonio saliera en ella.

En La casa de los espíritus, adaptación de la novela de Isabel Allende, formó parte de un reparto que incluía a Jeremy Irons, Meryl Streep, Glenn Close, Winona Ryder y Vanessa Redgrave. La película narra tres generaciones de terratenientes. Antonio interpreta a un romántico revolucionario. Aunque estaba ambientada en Chile, fue rodada en Portugal. La crítica vio también incongruencias en los actores de relleno. A la postre, Antonio Banderas ha reconocido que la película no era buena y que tenía fallos, como poner pancartas en inglés y personajes con abrigos en el diciembre chileno.
En 1993 rodó su primer papel protagónico en una película en idioma inglés, De amor y de sombra, de la directora Betty Kaplan. Actúa junto a Jennifer Connelly. Esta película también está basada en una obra de Isabel Allende. Trata de la represión en la dictadura de Pinochet. La cinta fue estrenada en 1994.
En 1993 se trasladó a España para rodar ¡Dispara!, con Francesca Neri, bajo dirección de Carlos Saura.
El ejecutivo David Geffen compró a la Paramount los derechos de una obra de vampiros de Anne Rice para la Warner y contrató a Antonio Banderas para interpretar al vampiro francés Armand. La película Entrevista con el vampiro fue dirigida por Neil Jordan. Se rodó entre Nueva Orleans, San Francisco, París y los estudios Pinewood de Londres entre otoño de 1993 y febrero de 1994. Trabajó con los prestigiosos actores Brad Pitt y Tom Cruise. La interpretación de Banderas obtuvo excelentes críticas y la película fue un éxito, recaudando 221 millones de dólares.
Después rodó la película Miami Rhapsody, dirigida por David Frankel. En ella trabajó con Mia Farrow y Sarah Jessica Parker. La cinta tuvo un gran éxito en el Festival de Cine de Sundance de 1995, dirigido ese año por Robert Redford.
El director Robert Rodriguez rodó, con escaso presupuesto, la película de acción El mariachi, distribuida por Columbia Pictures y estrenada en 1992. Su idea era hacer una trilogía. Rodriguez vio a Banderas en la película Los reyes del mambo y pensó que era la persona indicada para interpretar al mariachi en la segunda parte, llamada Desperado. Rodriguez y Banderas hablaron en un hotel y al actor español le pareció un proyecto divertido. El agente del director no consideró a Banderas adecuado para el papel pero Rodriguez le dijo:

Será mejor que Errol Flynn. Quiero que la gente sepa que Antonio puede sentarse en la misma habitación que Arnold Schwarzenegger y Bruce Willis.

En Desperado trabajó con Salma Hayek y Joaquim de Almeida. También tuvo un papel en la película el director Quentin Tarantino. La cinta fue rodada en Ciudad Acuña, México, y cuando terminó de rodarse, el 8 de noviembre de 1994, todo el cuerpo de Banderas presentaba magulladuras. El director quiso poner a un doble en muchas escenas de acción, pero Antonio insistía en hacerlas él mismo. Fue estrenada en 1995. Tuvo un presupuesto total de 7 millones de dólares, la mitad de ellos gastados en publicidad, y recaudó 70 millones a nivel mundial.
A comienzos de 1995 rodó entre Ontario y Toronto el thriller erótico Nunca hables con extraños, dirigido por Peter Hall y coprotagonizado por Rebecca De Mornay. Esta película solamente recaudó en Estados Unidos 6,7 millones de dólares.
Posteriormente, se embarcó con el director Fernando Trueba en el rodaje de Two Much. Interpretó a un seductor que engañaba a Melanie Griffith y Daryl Hannah inventándose un hermano gemelo. Estaba basada en el libro Un gemelo singular, de Donald Westlake. Se rodó en Miami. Banderas obtuvo con esta interpretación una nueva nominación a los Premios Goya. La película, sin embargo, solo recaudó poco más de un millón de dólares en Estados Unidos. Antonio declaró al respecto:

Creo que el fracaso es relativo, dado que no pegó porque llegó por la puerta de atrás. Se trataba de una producción española y los americanos son muy especiales con esto, existen unos circuitos de exhibición diferentes para estas películas. Por este motivo, Almodóvar jamás ha hecho diez millones de dólares con una película en Estados Unidos, cifra que puede recaudar una película mía en un fin de semana allí. Eso no significa que una sea mejor que otra, simplemente que cada una tiene su recorrido y su promoción.

En España, por el contrario, Two Much se convirtió en un éxito en taquilla. En este país tuvo dos millones de espectadores y una recaudación de 1.156 millones de pesetas.
En 1996 se estrenó Four Rooms. Esta era una película dividida en cuatro segmentos con directores diferentes que compartían la participación de Tim Roth. Robert Rodriguez dirigió la parte en la que aparece Antonio Banderas. En un segmento de la película dirigido por Allison Anders aparece Madonna (que recibió un nefasto premio Razzie por esta interpretación) y en otro dirigido por Quentin Tarantino aparece Bruce Willis.
En 1976 Tim Rice y Andrew Lloyd Webber produjeron un álbum de canciones llamado Evita. En 1978 se estrenó en Londres el musical Evita con estas canciones. Fue un rotundo éxito, consiguiendo más de tres mil representaciones hasta 1986. Alan Parker se dedicó a escribir, dirigir y producir la versión para el cine a partir de 1994 prescindiendo de lo que se había hecho el teatro y centrándose en el álbum, llevando a cabo 146 cambios en la letra y la música originales. Una de las alteraciones fue pedir a Lloyd Webber una nueva música para el último acto y, sobre todo, una nueva canción escrita por ambos, titulada You must love me. En la película Evita, Eva Perón (Madonna), mujer del presidente argentino Juan Domingo Perón (Jonathan Price), deja atrás la pobreza para convertirse en una de las mujeres más poderosas del mundo. El narrador de la historia es el Che Guevara (Antonio Banderas). La película fue rodada en Argentina y Hungría. El rodaje duró 84 días, terminando el 30 de mayo de 1996. Contó con un equipo de 600 personas y la participación de 40.000 extras. La película, que costó 56 millones de dólares, recaudó 170 millones en todo el mundo. Se vendieron 5 millones de discos con la banda sonora en Estados Unidos y 11 millones a nivel mundial. En 1997 la película fue nominada a cuatro premios Óscar y obtuvo uno a la mejor canción por You must love me.
Antonio Banderas interpretó a un sicario en Asesinos, del director Richard Donner con guion de los hermanos Wachowski. En esta película actuó junto a Sylvester Stallone y Julianne Moore. En la presentación de la película en Madrid en noviembre de 1995 Stallone elogió a Banderas con las siguientes palabras:

Antonio tiene demasiado seso para este negocio. Pertenece a una generación de jóvenes actores mucho más inteligentes y capaces que nosotros. Me ha sorprendido mucho su actuación y su trabajo ha rayado casi en lo milagroso. España debería sentirse orgullosa de Banderas porque no hay ningún actor a nivel internacional que pueda ocupar en el cine la plaza que en su momento ocupó Rodolfo Valentino.

Robert Rodriguez quiso hacer una película del Zorro pero abandonó el proyecto. El director Martin Campbell decidió llevarlo a cabo. Esta película va de un Zorro ya anciano (Anthony Hopkins) que decide entrenar a Alejandro Murrieta (Antonio Banderas) para que le suceda y luche contra las injusticias que perpetra un gobernador californiano. En la película está también Catherine Zeta-Jones. Se trató de una superproducción costeada por Amblin Entertaiment, de Steven Spielberg. La película fue un éxito, recaudando 233 millones de dólares a nivel mundial y siendo número uno en España, Suecia y Alemania. Por este papel, Banderas se consolidó como una figura de peso en Estados Unidos y fue nominado por segunda vez a un Globo de Oro.
Escribió el guion y dirigió la película Locos en Alabama (1999), basada en una novela homónima de Mark Childress de 1993. Melanie leyó la novela y le dijo a Antonio que quería interpretar el personaje de Lucille. La historia narra la vida de un chico de Alabama llamado Peejoe que, en el verano de 1965, aprende sobre la libertad individual, los derechos de las mujeres y los prejuicios racistas. La excéntrica madre del protagonista, Lucille, mata a su marido, mete su cabeza en una sombrerera y recorre Estados Unidos buscando ser actriz. Banderas consiguió que Columbia se la produjese a cambio de que iniciase una gira de 1600 entrevistas promocionando La máscara del Zorro, que la rodase en solo 44 días y que aceptase un sueldo base para él y para todo su equipo. Finalmente, Antonio Banderas consideró que la película salió como él quería. El Ku Klux Klan le envió una nota a Antonio Banderas con la frase: "Franco está todavía vivo. Dios salve al sagrado estado de Alabama".
El actor presentó Locos en Alabama en el Festival de Venecia, donde el público aplaudió al final durante doce minutos. La presentó también, con el mismo resultado, en Zabaltegi, una sección no competitiva del Festival de San Sebastián. El 20 de septiembre de 1999 se proyectó en el Teatro Municipal Miguel de Cervantes de Málaga, donde en su juventud Banderas había alimentado su sueño de ser actor viendo el musical Hair. En este teatro Banderas recibió una acogida muy calurosa. La película tuvo mejor acogida en Europa que en Estados Unidos, donde no cuajó y fue criticada por algunos medios de ideología republicana. Para el gran público, pasó relativamente desapercibida, aunque posteriormente sus emisiones en televisión la han popularizado algo más.
En 1999 se estrenó El guerrero número 13. Banderas interpreta a Ahmad ibn Fadlan, un musulmán que se encuentra con vikingos. Se convirtió en uno de los mayores fracasos en taquilla de la historia del cine. Costó 160 millones de dólares y solo recaudó 61 millones. En la película tenía un papel secundario Omar Sharif. En las décadas de 2010 y 2020, después de que se hicieran más populares las producciones de vikingos, la película cosechó algunas reseñas positivas.

### Años 2000
Antonio Banderas inició la primera década del siglo XXI con otro exitoso papel en una película de entretenimiento familiar, Spy Kids (2001), de la que se producirían tres secuelas en 2002, 2003 y 2011. Otros trabajos relevantes de esta etapa fueron encarnando a un sacerdote católico investigador en The Body (thriller sobre el supuesto hallazgo del cuerpo de Jesucristo) y una película de época junto a Angelina Jolie: Pecado original, remake de La sirena del Mississipi que había dirigido François Truffaut.
También trabajó Banderas a las órdenes de Brian De Palma en Femme Fatale (con Peter Coyote y Rebecca Romijn-Stamos), con Emma Thompson y Rubén Blades en Imagining Argentina y con Salma Hayek y Alfred Molina en Frida, película biográfica sobre la pintora Frida Kahlo.
Desde 2004 el actor español ha participado en la saga de animación Shrek, prestando su voz al personaje del  Gato con Botas personaje con el que protagoniza en 2011 un spin-off o secuela: la película, también de animación, El Gato con Botas, junto a Salma Hayek y Zach Galifianakis.
En 2005 retomó el personaje del Zorro en La leyenda del Zorro, nuevamente junto a Catherine Zeta-Jones, y al año siguiente participó en la película musical Déjate llevar, que no obtuvo el éxito esperado. Tampoco lo logró con Bordertown (La ciudad del silencio), un thriller sobre los asesinatos de Ciudad Juárez (México) que protagonizó junto a Jennifer Lopez. En 2008 trabajó con Meg Ryan en My Mom's New Boyfriend.
En 2006 dirigió El camino de los ingleses (2006), cuyo rodaje tuvo lugar en su Málaga natal.
En 2009 rodó con Morgan Freeman la película de ladrones The Code, dirigida por Mimi Leder.

### Años 2010
En 2010 se puso a las órdenes de Woody Allen en la comedia Conocerás al hombre de tus sueños, junto a Naomi Watts, Josh Brolin, Anthony Hopkins y Gemma Jones. 
En 2011 volvió a trabajar con Pedro Almodóvar, veinte años después de su última colaboración, en su película La piel que habito, por la que obtiene su cuarta candidatura a los Premios Goya, a la mejor interpretación masculina.
En 2011 también participó en el thriller Haywire junto con Gina Carano, Michael Fassbender, Ewan McGregor, Michael Douglas y Channing Tatum. En 2012 Banderas acudió con el director, Steven Soderbergh, y con los actores Fassbender y Carano a presentar la película en la Berlinale.
A finales del año 2013 arribó al municipio de Nemocón, en Colombia, en donde rodó la película Los 33, en la cual se relata la odisea de los mineros sepultados en una mina de Chile en el año 2011. En la película también actúan Mario Casas, Juliette Binoche, Lou Diamond Phillips, Martin Sheen, Juan Pablo Raba y Gustavo Angarita Jr, entre otros. 
Otros filmes de esta década en los que participó Banderas fueron Los Mercenarios 3 (2014), en un extenso reparto con astros como Sylvester Stallone, Arnold Schwarzenegger, Jason Statham, Jet Li, Harrison Ford y Mel Gibson; la producción de ciencia ficción Autómata; el filme de animación Bob Esponja: Un héroe fuera del agua (2015); y Altamira (2016), de Hugh Hudson, sobre el hallazgo de las famosas pinturas rupestres.
En 2017 National Geographic produjo una miniserie de televisión titulada Genius: Einstein, sobre ese científico alemán. El año siguiente produjo una segunda temporada titulada Genius: Picasso, sobre el pintor español, interpretado por Antonio Banderas. El primer capítulo de esta segunda temporada se emitió en marzo de 2018 en el Teatro Cervantes de Málaga, con la asistencia de Banderas. La temporada de Picasso, de diez capítulos, se emitió en 2018 en el canal de National Geographic y en 2019 en la cadena La 2 de Televisión Española.
En 2019, fue escogido por el director Steven Soderbergh para ser uno de los protagonistas de la película La lavandería, de Netflix, junto a Meryl Streep  y Gary Oldman. En esta película, sobre paraísos fiscales, Banderas interpreta Ramón Fonseca, del bufete Mossack Fonseca, desaparecido tras estallar el escándalo de los Papeles de Panamá.

### Años 2020
En 2020 Antonio Banderas interpretó a un pirata en la película de aventuras fantásticas para niños Dolittle, protagonizada por Robert Downey Jr.
En enero de 2020 fue nominado al Oscar a Mejor Actor por Dolor y Gloria. Se trató de la primera nominación al Oscar para el malagueño. Es el tercer actor español en ser nominado al Oscar, tras Javier Bardem y Penélope Cruz, ambos ganadores de la estatuilla.
En 2022 participó, junto a Mark Wahlberg y Tom Holland, en Uncharted, película basada en el videojuego del mismo nombre y rodada parcialmente en Barcelona. Ese mismo año puso de nuevo la voz al Gato con Botas en la secuela titulada El Gato con Botas: el último deseo junto de nuevo con Salma Hayek y esta vez con Florence Pugh, Ray Winstone y Olivia Colman. 
En 2023 Banderas hizo un papel secundario en Indiana Jones y el dial del destino, junto a Harrison Ford, Mads Mikkelsen, Phoebe Waller-Bridge, Toby Jones y John Rhys-Davies. En declaraciones a Hearst, Harrison Ford dijo:

Antonio es un hombre encantador. No le conocía muy bien. Me he encontrado con él una o dos veces en el pasado, pero nunca cruzamos más que unas pocas palabras. Su contribución a la película es genial. Aporta una gran energía y una realidad clave a este personaje. La oportunidad de trabajar con él ha sido un gran placer para mí

En ese mismo año, en diciembre, interpretó a Herodes en la película musical navideña Camino a Belén.
En 2024  Banderas tendrá un papel en la tercera película sobre el oso Paddington, titulada  Paddington en Perú, compartiendo reparto con Emily Mortimer, Olivia Colman, Hugh Bonneville, Julie Walters y Jim Broadbent.
Participara en  la película Babygirl con Nicole Kidman , Harris Dickinson , Sophie Wilde y Jean Reno.

## Vida personal

### Religión
En 2006, con motivo de su película Take the Lead, Banderas dio una entrevista a la revista People en la que se le preguntó por sus creencias religiosas. Declaró: "tengo que reconocer que soy agnóstico. No creo en ningún tipo de fundamentalismo. Prefiero tomarme la vida de una forma diferente, con sentido del humor. Intento enseñar a mis hijos a ser abiertos. Crean en lo que crean, me parece bien." Aun así, Banderas se describe cercano a la espiritualidad católica a raíz de una experiencia médica de su hermano Javier en 1994. Especialmente afín a la Semana Santa, que explica como "una metáfora de la vida", Banderas es miembro de la cofradía de María Santísima de Lágrimas y Favores.
En 2021, Banderas describió sus creencias religiosas y su visión de la Semana Santa para El País:

Vivo confortablemente en el misterio, tengo una gran duda, no sé si agnóstico es exactamente la palabra. Pero creo que sí, que hay algo, aunque no sabemos lo que es. El Big Bang, sí, ¿y antes del Big Bang, qué? La Semana Santa tiene muchos colores, es un poliedro muy raro. Tiene que ver con la fe, con la religiosidad popular y con la idiosincrasia andaluza. No es otra cosa que los Idus de Marzo romanos: muere el invierno y nace la primavera. La andaluza es tan colorista y alegre porque todo el mundo sabe que cuando llega el domingo el tío resucita. Y hay un final feliz.

### Salud
En enero de 2017, durante una sesión de ejercicios, Banderas sufrió de un infarto al corazón. En un principio, el actor decidió bajar el perfil a su dolencia. Explicó al periódico The Sun que sólo había sido «un episodio», y declaró en sus redes sociales que únicamente había sido «un susto», pero luego confirmó que había ingresado a una clínica en Suiza. Tres meses después, en el marco del Festival de Málaga, optó por contar la verdad. «Sufrí un infarto, pero tuve suerte. Fue benigno y no ha dejado secuelas», aclaró, además de comunicar que se le habían implantado tres stent en las arterias coronarias y que se había sometido a una termoablación, un procedimiento para mejorar el ritmo cardíaco. Como consecuencia, dejó el tabaco, ya que era fumador empedernido, además de realizar terapias para el estrés.

### Familia
Durante el rodaje de Entrevista con el vampiro en 1994, el hermano de Antonio, Javier, sufrió un aneurisma cerebral. Banderas decidió costearle el mejor tratamiento médico posible y fue operado a vida o muerte en California. A los cuatro días Javier se recuperó. Este episodio hizo que Antonio se acercase más al catolicismo, del cual se había distanciado previamente buscando otras formas de espiritualidad. Lo relató en 2018 del siguiente modo:

Hubo un momento en mi vida en que me desprendí un poco de la Iglesia. Trataba de buscar una conexión espiritual por otros lugares hasta que en el año 1994, después de una operación que había sufrido mi hermano en la que pasamos mucho miedo, podíamos perderlo, me di cuenta de que no había tenido que buscar demasiado, que había tenido siempre ante mis narices esa conexión con lo trascendental. Se daba además de una forma que seguía nuestras propias tradiciones, que no teníamos que irnos a Buda, esos personajes los tenía ahí. En mi propio barrio estaba esa forma de conectarme con lo trascendente a través de la Pasión de Cristo, hasta terminar con la Resurrección.

El 24 de septiembre de 1996 nació en Marbella su hija con la actriz Melanie Griffith, Stella del Carmen Domínguez Griffith.

## Filmografía completa

### Actor

#### Cine

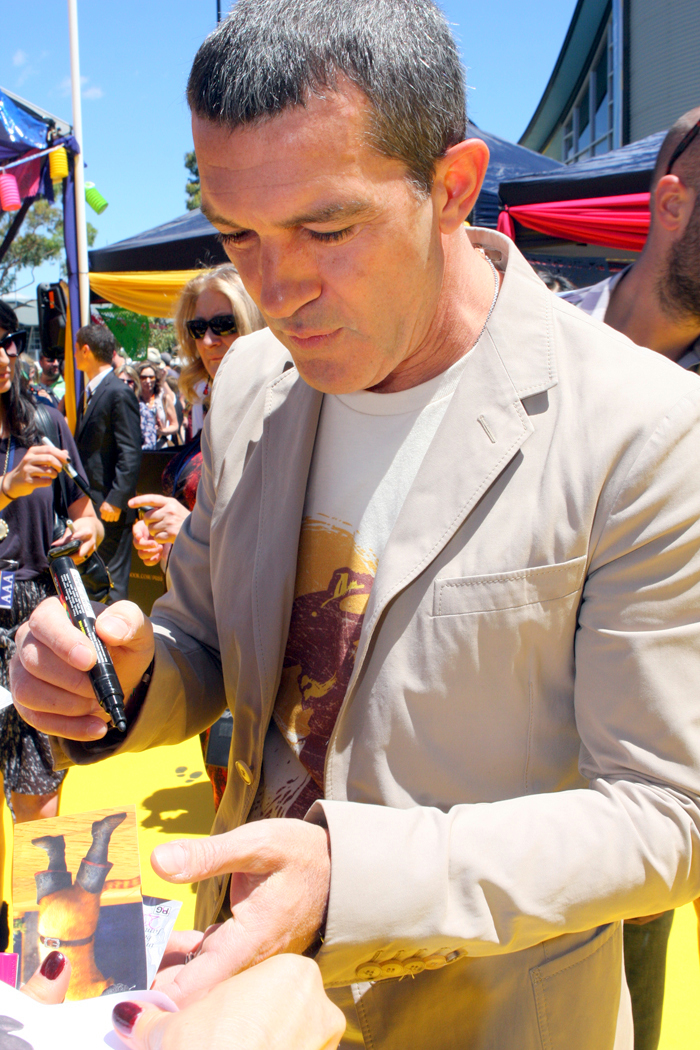
Antonio Banderas en el estreno de El Gato con Botas en 2011.

| Cine | Cine                                            | Cine                          | Cine                                        |
| Año  | Título                                          | Rol                           | Director                                    |
| ---- | ----------------------------------------------- | ----------------------------- | ------------------------------------------- |
| 1982 | Pestañas postizas                               | Antonio Juan                  | Enrique Belloch                             |
| 1982 | Laberinto de pasiones                           | Sadec                         | Pedro Almodóvar                             |
| 1983 | Y del seguro... líbranos, Señor!                | Pipi                          | Antonio del Real                            |
| 1984 | El caso Almería                                 | Juan Luque                    | Pedro Costa Musté                           |
| 1984 | El señor Galíndez                               | Eduardo                       | Rodolfo Kuhn                                |
| 1984 | Los zancos                                      | Alberto                       | Carlos Saura                                |
| 1985 | Réquiem por un campesino español                | Paco                          | Francesc Betriu                             |
| 1985 | La corte de Faraón                              | Fray José                     | José Luis García Sánchez                    |
| 1985 | Caso cerrado                                    | Preso                         | Juan Caño Arecha                            |
| 1986 | Puzzle                                          | Andrés                        | Lluís Josep Comerón                         |
| 1986 | Matador                                         | Ángel                         | Pedro Almodóvar                             |
| 1986 | 27 horas                                        | Rafa                          | Montxo Armendáriz                           |
| 1986 | Delirios de amor (Segmento: "Delirio 3")        | Amante de Jaime               | Cristina Andreu Cuevas                      |
| 1987 | La ley del deseo                                | Antonio Benítez               | Pedro Almodóvar                             |
| 1987 | Así como habían sido                            | Damián                        | Andrés Linares                              |
| 1988 | Mujeres al borde de un ataque de nervios        | Carlos                        | Pedro Almodóvar                             |
| 1988 | El placer de matar                              | Luis                          | Félix Rotaeta                               |
| 1988 | Baton Rouge                                     | Antonio                       | Rafael Moleon                               |
| 1989 | Bajarse al moro                                 | Alberto                       | Fernando Colomo                             |
| 1989 | Si te dicen que caí                             | Marcos                        | Vicente Aranda                              |
| 1989 | La blanca paloma                                | Mario                         | Juan Miñón                                  |
| 1989 | ¡Átame!                                         | Ricky                         | Pedro Almodóvar                             |
| 1989 | El acto                                         | Carlos                        | Héctor Fáver                                |
| 1990 | Contra el viento                                | Juan                          | Paco Periñán                                |
| 1991 | Terra Nova                                      | Antonio                       | Calogero Salvo                              |
| 1992 | Una mujer bajo la lluvia                        | Miguel                        | Gerardo Vera                                |
| 1992 | Los reyes del mambo                             | Néstor Castillo               | Arne Glimcher                               |
| 1993 | ¡Dispara!                                       | Marcos                        | Carlos Saura                                |
| 1993 | La casa de los espíritus                        | Pedro Tercero García          | Bille August                                |
| 1993 | Philadelphia                                    | Miguel Álvarez                | Jonathan Demme                              |
| 1994 | De amor y de sombra                             | Francisco                     | Betty Kaplan                                |
| 1994 | Entrevista con el vampiro                       | Armand                        | Neil Jordan                                 |
| 1995 | Miami Rhapsody                                  | Antonio                       | David Frankel                               |
| 1995 | Desperado                                       | El Mariachi (Manito)          | Robert Rodriguez                            |
| 1995 | Four Rooms                                      | Hombre                        | Robert Rodriguez                            |
| 1995 | Asesinos                                        | Miguel Bain                   | Richard Donner                              |
| 1995 | Nunca hables con extraños                       | Tony Ramirez                  | Peter Hall                                  |
| 1995 | Two Much                                        | Art Dodge                     | Fernando Trueba                             |
| 1996 | Evita                                           | Ché                           | Alan Parker                                 |
| 1998 | La máscara del Zorro                            | Alejandro Murrieta / Zorro    | Martin Campbell                             |
| 1999 | The 13th Warrior                                | Ahmad ibn Fadlan              | John McTiernan                              |
| 1999 | White River Kid                                 | Morales Pittman               | Arne Glimcher                               |
| 1999 | Play It to the Bone                             | César Domínguez               | Ron Shelton                                 |
| 2001 | El cuerpo                                       | Padre Matt Gutiérrez          | Jonas McCord                                |
| 2001 | Spy Kids                                        | Gregorio "Greg" Cortez        | Robert Rodriguez                            |
| 2001 | Pecado original                                 | Luís Vargas                   | Michael Cristofer                           |
| 2002 | Femme Fatale                                    | Nicolas Bardo                 | Brian De Palma                              |
| 2002 | Ballistic: Ecks vs. Sever                       | Jeremiah Ecks                 | Kaos                                        |
| 2002 | Spy Kids 2: The Island of Lost Dreams           | Gregorio "Greg" Cortez        | Robert Rodriguez                            |
| 2002 | Frida                                           | David Alfaro Siqueiros        | Julie Taymor                                |
| 2003 | Spy Kids 3-D: Game Over                         | Gregorio "Greg" Cortez        | Robert Rodriguez                            |
| 2003 | Once upon a time in Mexico                      | El Mariachi                   | Robert Rodriguez                            |
| 2003 | Imagining Argentina                             | Carlos Rueda                  | Christopher Hampton                         |
| 2004 | Shrek 2                                         | Gato con Botas (voz)          | Andrew Adamson Kelly Asbury Conrad Vernon   |
| 2004 | Far Far Away Idol (Cortometraje)                | Gato con Botas (voz)          | Simon J. Smith                              |
| 2005 | La leyenda del Zorro                            | Alejandro de la Vega/Zorro    | Martin Campbell                             |
| 2006 | Take the Lead                                   | Pierre Dulaine                | Liz Friedlander                             |
| 2007 | Bordertown                                      | Alfonso Díaz                  | Gregory Nava                                |
| 2007 | Shrek tercero                                   | Gato con Botas (voz)          | Chris Miller Raman Hui                      |
| 2008 | My Mom's New Boyfriend                          | Tommy Lucero / Tomas Martínez | George Gallo                                |
| 2008 | The Other Man                                   | Ralph                         | Richard Eyre                                |
| 2009 | Thick as Thieves                                | Gabriel Martin                | Mimi Leder                                  |
| 2010 | Shrek Forever After                             | Gato con Botas (voz)          | Mike Mitchell                               |
| 2010 | Conocerás al hombre de tus sueños               | Greg Clemente                 | Woody Allen                                 |
| 2011 | The Big Bang                                    | Ned Cruz                      | Tony Krantz                                 |
| 2011 | Day of the Falcon                               | Emir Nesib                    | Jean-Jacques Annaud                         |
| 2011 | La piel que habito                              | Dr. Robert Ledgard            | Pedro Almodóvar                             |
| 2011 | El Gato con Botas                               | Gato con Botas (voz)          | Chris Miller                                |
| 2012 | Haywire                                         | Rodrigo                       | Steven Soderbergh                           |
| 2012 | Puss in Boots: The Three Diablos (cortometraje) | Gato con Botas (voz)          | Raman Hui                                   |
| 2012 | Ruby Sparks                                     | Mort                          | Jonathan Dayton Valerie Faris               |
| 2013 | Machete Kills                                   | Gregorio "Greg" Cortez        | Robert Rodriguez                            |
| 2013 | Justin and the Knights of Valour                | Sir Clorex (voz)              | Manuel Sicilia                              |
| 2014 | Autómata                                        | Jacq Vaucan                   | Gabe Ibáñez                                 |
| 2014 | The Expendables 3                               | Galgo                         | Patrick Hughes                              |
| 2015 | Bob Esponja: Un héroe fuera del agua            | Burger Beard                  | Paul Tibbitt                                |
| 2015 | Knight of Cups                                  | Tonio                         | Terrence Malick                             |
| 2015 | Los 33                                          | Mario Sepúlveda               | Patricia Riggen                             |
| 2016 | Altamira                                        | Marcelino Sanz de Sautuola    | Hugh Hudson                                 |
| 2017 | Black Butterfly                                 | Paul                          | Brian Goodman                               |
| 2017 | Gun Shy                                         | Turk Enry                     | Simon West                                  |
| 2017 | Security                                        | Eduardo "Eddie" Deacon        | Alain Desrochers                            |
| 2017 | Actos de venganza                               | Frank Valera                  | Isaac Florentine                            |
| 2017 | Bullet Head                                     | Blue                          | Paul Solet                                  |
| 2017 | The Music of Silence                            | El Maestro                    | Michael Radford                             |
| 2018 | Beyond the Edge                                 | Gordon                        | Aleksandr Boguslavskiy Francesco Cinquemani |
| 2018 | Life Itself                                     | Mr. Saccione                  | Dan Fogelman                                |
| 2019 | Dolor y gloria                                  | Salvador Mallo                | Pedro Almodóvar                             |
| 2019 | The Laundromat                                  | Ramón Fonseca                 | Steven Soderbergh                           |
| 2020 | Dolittle                                        | Rassouli                      | Stephen Gaghan                              |
| 2020 | Los nuevos mutantes                             | --                            | Josh Boone                                  |
| 2020 | The Hitman's Wife's Bodyguard                   | Aristotle                     | Patrick Hughes                              |
| 2021 | Competencia oficial                             | Félix Rivero                  | Mariano Cohn y Gastón Duprat                |
| 2022 | Uncharted                                       | Santiago Moncada              | Ruben Fleisher                              |
| 2022 | El Gato con Botas: el último deseo              | El Gato con Botas (Voz)       | Joel Crawford                               |
| 2023 | Indiana Jones and the Dial of Destiny           | Renaldo                       | James Mangold                               |
| 2023 | Traición Santa                                  | Paul Julivert                 | Álex de la Iglesia                          |
| 2023 | Camino a Belén                                  | Rey Herodes                   | Adam Anders                                 |
| 2024 | Cult Killer                                     | Mikhail Tellini               | Jon Keeyes                                  |
| 2024 | Paddington en Perú                              | Hunter Cabot                  | Dougal Wilson                               |
| 2026 | Shrek 5                                         | El Gato con Botas (Voz)       | Walt Dohrn                                  |

#### Televisión
- Fragmentos de interior - serie TV, 4 episodios (1984)
- La mujer de tu vida - serie TV, 1 episodio (1990)
- Los cuentos de Borges - serie TV, 1 episodio (1993)
- El joven Mussolini de Gianluigi Calderone - miniserie para TV (1993)
- And Starring Pancho Villa as Himself de Bruce Beresford - película para TV (2003)
- Genius - serie TV (2018)

### Director
- Crazy in Alabama (Locos en Alabama) (1999)
- El camino de los ingleses (2006)
- Solo (2015)
- Akil (2017)

### Productor
- The White River Kid (1999)
- El camino de los ingleses (2006)
- El lince perdido (2008)
- Tres días (2008)
- Solo (2015)
- Havana Quartet serie USA (2016)

## Doblaje de otros actores al español
| Actor original           | Título         | Personaje            | Año       |
| ------------------------ | -------------- | -------------------- | --------- |
| Kevin Boyle              | Spanglish      | Narrador             | 2004      |
| Kevin Boyle              | Motive         | ¿?                   | 2015      |
| Boris Kutnevich          | Masha y el oso | Oso/Tigre            | 2009-2024 |
| Kevin Michael Richardson | Firebreather   | Belloc               | 2011      |
| Louis Ferreira           | Motive         | detective Oscar Vega | 2013      |
| Keith Szarabajka         | Castle         | James Grady          | 2014      |

## Premios
Premios Óscar
| Año  | Categoría   | Película       | Resultado |
| ---- | ----------- | -------------- | --------- |
| 2020 | Mejor actor | Dolor y gloria | Nominado  |

Festival Internacional de Cine de Cannes
| Año  | Categoría   | Película       | Resultado |
| ---- | ----------- | -------------- | --------- |
| 2019 | Mejor actor | Dolor y gloria | Ganador   |

Premios Globo de Oro
| Año  | Categoría                            | Película                   | Resultado |
| ---- | ------------------------------------ | -------------------------- | --------- |
| 1996 | Mejor actor - Comedia o musical      | Evita                      | Nominado  |
| 1998 | Mejor actor - Comedia o musical      | La máscara del Zorro       | Nominado  |
| 2003 | Mejor actor de miniserie o telefilme | Presentando a Pancho Villa | Nominado  |
| 2018 | Mejor actor de miniserie o telefilme | Genius: Picasso            | Nominado  |
| 2019 | Mejor actor - Drama                  | Dolor y gloria             | Nominado  |

Premios Goya
| Año  | Categoría                                   | Película           | Resultado |
| ---- | ------------------------------------------- | ------------------ | --------- |
| 1986 | Mejor interpretación masculina de reparto   | Matador            | Nominado  |
| 1990 | Mejor interpretación masculina protagonista | ¡Átame!            | Nominado  |
| 1996 | Mejor interpretación masculina protagonista | Two Much           | Nominado  |
| 2011 | Mejor interpretación masculina protagonista | La piel que habito | Nominado  |
| 2014 | Goya de Honor                               | Goya de Honor      | Receptor  |
| 2020 | Mejor interpretación masculina protagonista | Dolor y gloria     | Ganador   |

Medallas del Círculo de Escritores Cinematográficos
| Año  | Categoría        | Película         | Resultado |
| ---- | ---------------- | ---------------- | --------- |
| 2019 | Mejor actor      | Dolor y gloria   | Ganador   |
| 2022 | Medalla de honor | Medalla de honor | Ganador   |

Premios Feroz
| Año  | Categoría                | Película       | Resultado |
| ---- | ------------------------ | -------------- | --------- |
| 2020 | Mejor actor protagonista | Dolor y gloria | Ganador   |

Premios Fotogramas de Plata
| Año  | Categoría                 | Película                                                                         | Resultado |
| ---- | ------------------------- | -------------------------------------------------------------------------------- | --------- |
| 2019 | Mejor actor de cine       | Dolor y gloria                                                                   | Ganador   |
| 2011 | Mejor actor de cine       | La piel que habito                                                               | Nominado  |
| 1995 | Mejor actor de cine       | Two Much                                                                         | Nominado  |
| 1993 | Mejor actor de cine       | ¡Dispara!                                                                        | Nominado  |
| 1992 | Mejor actor de cine       | Una mujer bajo la lluvia Los reyes del mambo                                     | Nominado  |
| 1990 | Mejor actor de cine       | ¡Átame! La blanca paloma Contra el viento                                        | Ganador   |
| 1990 | Mejor actor de televisión | La mujer de tu vida: La mujer feliz                                              | Nominado  |
| 1989 | Mejor actor de cine       | Bajarse al moro Si te dicen que caí                                              | Nominado  |
| 1988 | Mejor actor de cine       | Así como habían sido Mujeres al borde de un ataque de nervios El placer de matar | Ganador   |
| 1987 | Mejor actor de cine       | La ley del deseo Delirios de amor                                                | Nominado  |
| 1985 | Mejor actor de cine       | Caso cerrado La corte de Faraón Réquiem por un campesino español                 | Ganador   |

Premios Emmy
| Año  | Categoría                           | Película                   | Resultado |
| ---- | ----------------------------------- | -------------------------- | --------- |
| 2004 | Mejor actor - Miniserie o telefilme | Presentando a Pancho Villa | Nominado  |
| 2018 | Mejor actor - Miniserie o telefilme | Genius: Picasso            | Nominado  |

Premios de la Unión de Actores
| Año  | Categoría                                 | Película            | Resultado |
| ---- | ----------------------------------------- | ------------------- | --------- |
| 2011 | Mejor actor protagonista de cine          | La piel que habito  | Nominado  |
| 1992 | Mejor interpretación protagonista de cine | Los reyes del mambo | Nominado  |

Premios Sant Jordi de Cine
| Año  | Categoría                        | Película                                   | Resultado |
| ---- | -------------------------------- | ------------------------------------------ | --------- |
| 1987 | Mejor actor español              | La ley del deseo Delirios de amor 27 horas | Ganador   |
| 2019 | Mejor actor en película española | Dolor y gloria                             | Ganador   |
| 2022 | Premio a la trayectoria          | Premio a la trayectoria                    | Ganador   |

Premios del Cine Europeo
| Año  | Categoría                                         | Película             | Resultado |
| ---- | ------------------------------------------------- | -------------------- | --------- |
| 1998 | Premio Jameson del público al mejor actor europeo | La máscara del Zorro | Ganador   |
| 1998 | Mejor logro europeo en el mundo del cine          | La máscara del Zorro | Nominado  |
| 1999 | Mejor logro europeo en el mundo del cine          | Locos en Alabama     | Nominado  |

Premios Juventud
| Año  | Categoría                                      | Película                                       | Resultado |
| ---- | ---------------------------------------------- | ---------------------------------------------- | --------- |
| 2012 | ¡Qué actorazo!                                 | El Gato con Botas                              | Ganador   |
| 2011 | Premio "Super Nova" a su trayectoria artística | Premio "Super Nova" a su trayectoria artística | Ganador   |
| 2010 | ¡Qué actorazo!                                 | Thick as Thieves                               | Nominado  |
| 2009 | ¡Qué actorazo!                                 | The Other Man                                  | Nominado  |
| 2008 | ¡Qué actorazo!                                 | Shrek tercero                                  | Nominado  |
| 2007 | ¡Qué actorazo!                                 | Take the lead                                  | Ganador   |
| 2006 | ¡Qué actorazo!                                 | La leyenda del Zorro                           | Ganador   |

Premios Tony
| Año  | Categoría                           | Musical | Resultado |
| ---- | ----------------------------------- | ------- | --------- |
| 2003 | Mejor actor principal en un musical | Nine    | Nominado  |

Festival Internacional de Cine de San Sebastián
| Año  | Categoría       | Resultado |
| ---- | --------------- | --------- |
| 2008 | Premio Donostia | Ganador   |

Festival Internacional de Cine de Berlín
| Año  | Categoría                   | Película                  | Resultado |
| ---- | --------------------------- | ------------------------- | --------- |
| 2007 | Premio Label Europa Cinemas | El camino de los ingleses | Ganador   |

Festival Internacional de Cine de Venecia
| Año  | Categoría   | Película         | Resultado |
| ---- | ----------- | ---------------- | --------- |
| 1999 | León de Oro | Crazy in Alabama | Candidato |

Festival Internacional de Cine de Karlovy Vary
| Año  | Categoría                 | Resultado |
| ---- | ------------------------- | --------- |
| 2009 | Premio Festival President | Ganador   |

Semana Internacional de Cine de Valladolid
| Año  | Categoría                      | Película         | Resultado |
| ---- | ------------------------------ | ---------------- | --------- |
| 1989 | Espiga de Plata al mejor actor | La blanca paloma | Ganador   |

Semana de Cine Español de Murcia
| Año  | Categoría                               | Película                                                    | Resultado |
| ---- | --------------------------------------- | ----------------------------------------------------------- | --------- |
| 1986 | Premio "Francisco Rabal" al mejor actor | Matador La corte de Faraón Réquiem por un campesino español | Ganador   |

Festival de Cine de Sitges
| Año  | Categoría              | Resultado |
| ---- | ---------------------- | --------- |
| 2014 | Gran Premio Honorífico | Receptor  |

Premios Platino
| Año  | Categoría       | Resultado |
| ---- | --------------- | --------- |
| 2015 | Premio de Honor | Receptor  |

Galardón Camino Real
| Año  | Categoría       | Resultado |
| ---- | --------------- | --------- |
| 2017 | Premio de Honor | Receptor  |

Universidad de Málaga
| Año  | Categoría               | Resultado |
| ---- | ----------------------- | --------- |
| 2010 | Doctorado honoris causa | Receptor  |

## Obras notables
- Mujeres al borde de un ataque de nervios (1988)
- La casa de los espíritus  (1993)
- Philadelphia (1993)
- Entrevista con el vampiro (1994)
- Evita (1996)
- La máscara del Zorro (1998)
- Spy Kids (2001)
- Femme Fatale (2002)
- Frida (2002)
- Shrek 2 (2004)
- La leyenda del Zorro (2005)
- Conocerás al hombre de tus sueños  (2010)
- La piel que habito (2011)
- Dolor y gloria (2019)
- Competencia oficial (2021)
- Uncharted (2022)
- El Gato con Botas: el último deseo (2022)
- Indiana Jones y el dial del destino (2023)
- Paddington en Perú  (2024)